# Lavr Proskouriakov
Pour les articles homonymes, voir Proskouriakov.
Lavr Dmitrievitch Proskouriakov (en russe : Лавр Дми́триевич Проскуряко́в) est un ingénieur civil russe, une des plus hautes autorités de l'empire russe et le début de l'Union soviétique en ingénierie des ponts et en mécanique des structures, né dans le village de Borissovka, gouvernement de Voronej (aujourd'hui Oblast du Centre-Tchernozem), le 18 août 1858, et mort à Moscou le 14 septembre 1926 .

## Biographie
Il est né dans une grande famille de paysans (18 personnes). Il est distingué par le service local de l'éducation qui lui permet d'intégrer l'Institut des ingénieurs ferroviaires de Saint-Pétersbourg dont il sort diplômé en 1884 et commence par travailler dans la conception des ponts. Il intervient comme lecteur dans le même institut en 1887. À partir de 1896, il est professeur à l'Université d'État d'ingénierie ferroviaire de Moscou.
Les premiers projets de ponts ferroviaires étudiés par Lavr Proskouriakov permettent le franchissement des rivières Bug (1885) et Soula (1887), en Ukraine, sur la ligne de chemin de fer entre Kharkiv et Mykolaïv. Ils attirent l'attention par leur conception. Les dessins de ces ponts sont publiés par le professeur L.F. Nikolai qui a été son professeur à l'Institut des ingénieurs ferroviaires de Saint-Pétersbourg.
En 1895, il est désigné pour participer au Congrès international des chemins de fer à Londres. Il en profite pour visiter les laboratoire et les ponts anglais. Il visite aussi des laboratoires à Paris, Zurich, Vienne et Berlin, puis il se rend aux États-Unis pour comprendre l'ingénierie américaine des grands ponts et visiter les laboratoires de mécaniques.
Il a été un des premiers ingénieurs à rejeter la conception des ponts en treillis réalisés avec une surabondance de diagonales car il est très difficile d'en faire le calcul des sollicitations et il préfère une conception des ponts en treillis isostatiques intérieurement en concevant des âmes de treillis à mailles triangulaires, avec un minimum de diagonales, qui permet une meilleure distribution des sollicitations dans une structure soumise à l'action des charges mobiles.

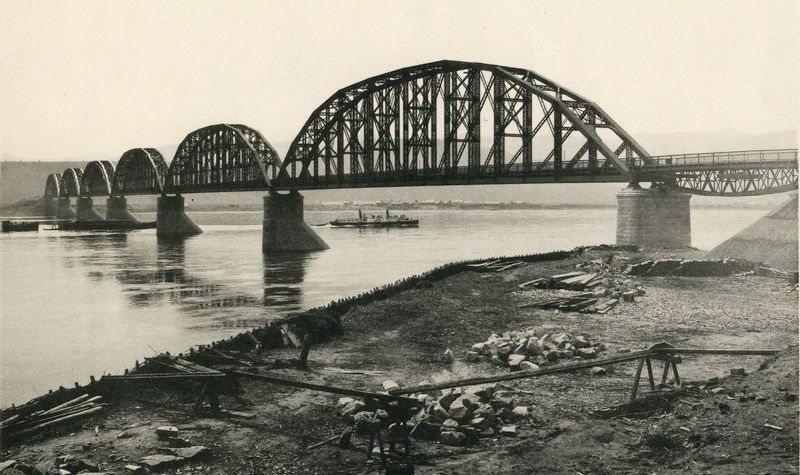
Le pont ferroviaire au-dessus du fleuve Iénisseï près de Krasnoïarsk.

Cette recherche pour la meilleure conception des ponts a été mise en pratique sur le pont ferroviaire permettant de franchir le fleuve Ienisseï près de Krasnoïarsk de 1 000 m de longueur, construit entre 1896 et 1899. Il comprenait 6 travées de 146,51 m de portée, franchissant des ouvertures de 144,43 m. Chaque travée comprend deux fermes du type parabolique en poutres treillis ayant une hauteur maximale en leur milieu de 21,36 m, écartées de 5,92 m. La dessous des fermes se trouve à 19,86 m au-dessus de l'étiage du fleuve. Chaque pile a été réalisée au-dessus de caissons foncés à l'air comprimé sur lesquels ont été montées les piles avec des avant-becs massifs pour résister à la poussée de la glace. Des précautions particulières pour pouvoir construire en 30 mois un ouvrage aussi important malgré la rigueur des hivers. La conception des fermes était proche des treillis Schwedler. Lavr Proskouriakov a étendu la théorie des lignes d'influence à l'analyse des poutres en treillis dont il a pu établir des calculs plus sûrs des efforts internes de chacune des membrures sous l'action des charges mobiles. La réalisation du tablier du pont a été la première application en Russie de la méthode de construction par lançage. Ce pont était alors le plus long réalisé en Russie et le second en Europe après celui réalisé aux Pays-Bas, pour franchir le Lek, près de Culemborg.
La conception de ce pont a été présentée à l'Exposition universelle de 1900 à Paris où il a reçu une médaille d'or.
La réalisation de ce pont a marqué un changement dans la conception des ponts en Russie.

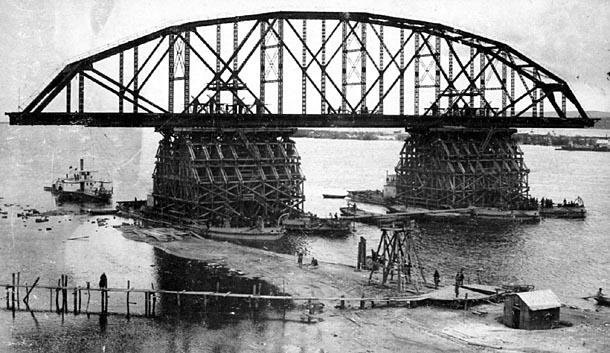
Construction du pont sur le fleuve Amour près de Khabarovsk

Il a conçu plusieurs ponts pour le Transsibérien, au-dessus de l'Oka à Kachira (1897), à Beliov (1897), à Mourom (1912), au-dessus de la Viatka (1902) pour la ligne de chemin de fer du Nord, au-dessus de la Volkhov (1902), pour franchir le fleuve Amour près de Khabarovsk en 1916.
En 1904, pour la ligne de ceinture de Moscou, il a conçu les ponts en arc métalliques Andreyevsky et Krasnoluzhsky pour franchir la Moskova.
Le pont permettant au Transsibérien de franchir l'Amour près de Khabarovsk avait une longueur de 2 590 m. Il a été conçu pour une seule voie ferrée. Il a été mis en service le 5 octobre 1916.